# جلان إدواردز
جلان إدواردز (بالإنجليزية: Glen Edwards)‏ هو طيار اختبار أمريكي، ولد في 5 مارس 1918 في مدسين هات في كندا، وتوفي في 5 يونيو 1948 في قاعدة إدواردز الجوية في الولايات المتحدة.